# واجهة بورلاند الرسومية
واجهة بورلاند الرسومية (بالإنجليزية: Borland Graphics Interface)‏ أو كما تُعرف اختصارا بـ BGI ، هي مكتبة رسومية مجمعة مع العديد من مترجمات بورلاند لنظام التشغيل DOS من عام 1987. مكتبة BGI اُستخدمت أيضًا لتزود منتجات بورلاند بالعديد من الرسومات.
بما في ذلك جدولة Quattro، المكتبة تقوم بتحميل مشغلات الرسومات (*.BGI) والخطوط الموجهة (*.CHR) من القرص من أجل تزويد وحدة دعم الرسومات المستقلة.
كان من المُتاح للمبرمج تضمين برنامج تشغيل الرسومات في الملف القابل للتنفيذ عن طريق ربط برنامج تشغيل الرسومات ككود كائن بمساعدة الأداة المساعدة التي يوفرها المترجم البرمجي (bgiobj.exe).
كان هناك برامج تشغيل الرسومات لمحولات الرسومات الشائعة والطابعات في ذلك الوقت، مثل CGA و EGA و VGA. كان هناك أيضا برامج BGI لبعض أنواع الراسمات.
آخر وحدة تطوير متكاملة لنظام DOS من بورلاند هي بورلاند C++ 3.1 عام 1992 .
آخر بيئة دعمت مكتبة BGI هي بورلاند C++ 5.02 عام 1997 التي عملت تحت نظام ويندوز بمترجمات برامج DOS .
مكتبة BGI كان يمكن الوصول لها في C\C++ عبر إستدعاء الدالة graphics.lib / graphics.h ، وفي لغة باسكال عبر إستدعاء الدالة graph unit. .
تعتبر مكتبة BGI أقل قوة من مكتبات الرسومات الحديثة كـ SDL أو OpenGL بسبب أنها صممت للرسومات التقديمية بدلاً من التطبيقات ثلاثية الأبعاد. على أية حال اُعتبرت بسيطة برمجيًا.